# Witali Georgijewitsch Smirnow

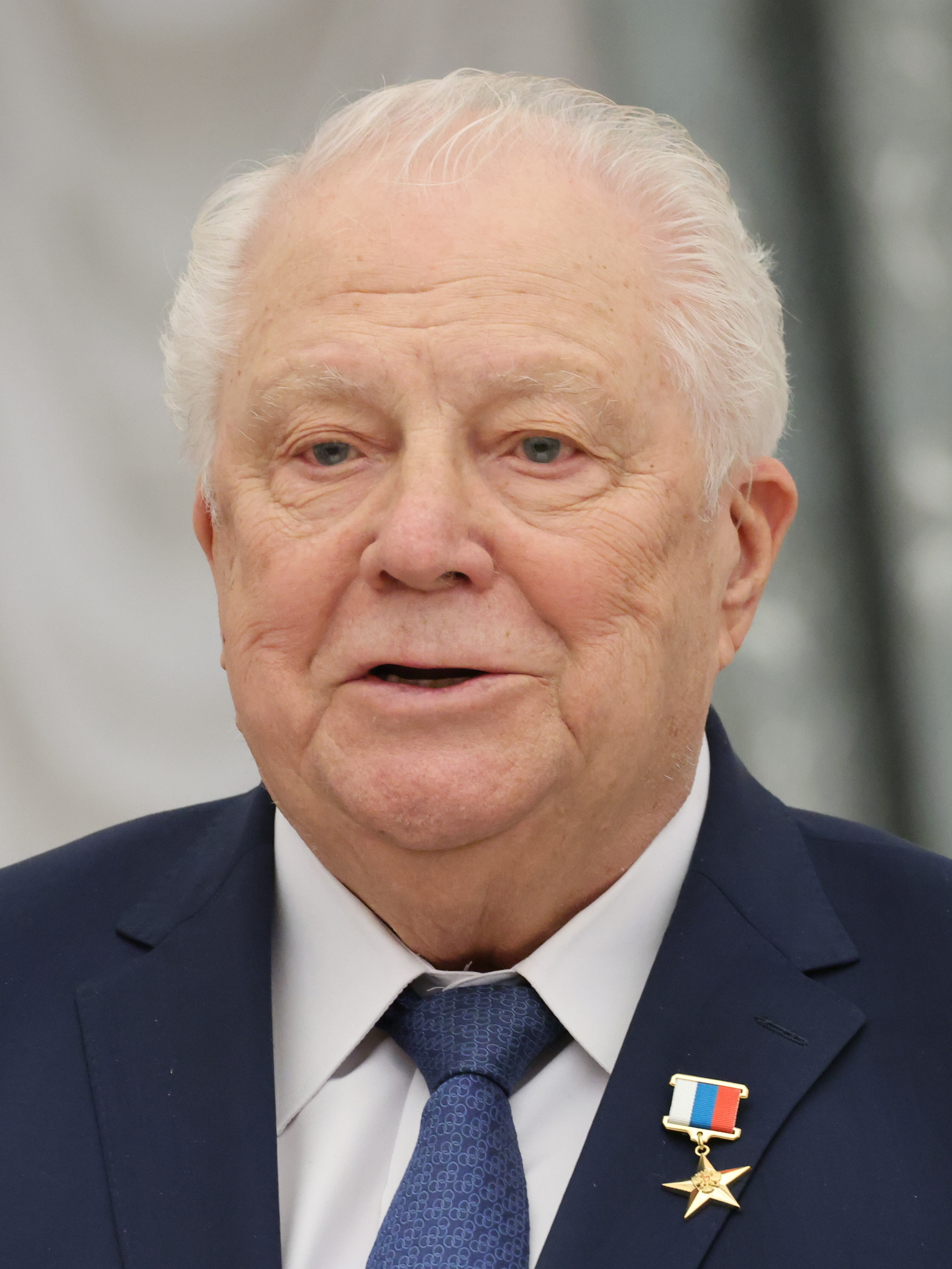
Witali Smirnow (2025)

Witali Georgijewitsch  Smirnow (russisch Виталий Георгиевич Смирнов; * 14. Februar 1935 in Chabarowsk) ist ein russischer Sportfunktionär.

## Leben
Von 1971 bis 2016 war Smirnow ordentliches Mitglied des Internationalen Olympischen Komitees. Seitdem ist er Ehrenmitglied.
Zwischen 1968 und 1970 war Smirnow Erster Sekretär des Stadtkomitees der KPdSU von Puschkino. Von 1970 bis 1975 war er stellvertretender Vorsitzender des Komitees für Körperkultur und Sport der UdSSR. Von 1981 bis 1990 war er Vorsitzender des Komitees für Körperkultur und Sport der RSFSR.
Von 1990 bis 1992 war er Präsident des Sowjetischen Nationalen Olympischen Komitees. Von 1992 bis 2001 war er Präsident des Russischen Nationalen Olympischen Komitees.

## Preise und Auszeichnungen (Auswahl)
- Held der Arbeit der Russischen Föderation (2025)
- Verdienstorden für das Vaterland 4., 3., 2. und 1. Klasse
- Orden der Ehre (1994)
- Orden der Völkerfreundschaft (1980)
- Orden des Roten Banners der Arbeit (1985)
- Ehrenzeichen der Sowjetunion (1966, 1970, 1976)